# David Graf
Paul David Graf (n. 16 aprilie 1950, Zanesville⁠(d), Ohio, SUA – d. 7 aprilie 2001, Phoenix, Arizona, SUA) a fost un actor american cunoscut pentru rolul ofițerului de poliție Eugene Tackleberry⁠(d) în seria de filme Academia de Poliție⁠(d).

## Biografie
Graf s-a născut în Zanesville, Ohio⁠(d), iar mai târziu s-a mutat în Lancaster, Ohio⁠(d). După ce a absolvit Liceul Lancaster⁠(d), a studiat teatrul la Otterbein College⁠(d) din Westerville⁠(d), o suburbie din Columbus, Ohio, și a încheiat studiile în 1972. A urmat studiile postuniversitare în cadrul Universității de Stat din Ohio⁠(d) până în 1975, însă a renunțat pentru a se dedica actoriei.

### Cariera
Prima sa apariție pe micile ecrane a avut loc în emisiunea The $20.000 Pyramid⁠(d) în decembrie 1979 împreună cu actrița Patty Duke⁠(d). La începutul carierei sale a acceptat roluri minore în seriale populare precum M*A*S*H, The Dukes of Hazzard⁠(d), Airwolf, Hardcastle and McCormick⁠(d) și The A-Team.
A debutat în film în 1981, interpretând personajul Gergley în drama Four Friends⁠(d). Câțiva ani mai târziu, acesta a obținut rolul lui Eugene Tackleberry în comedia Academia de Poliție din 1984 și a continuat să-l interpreteze în toate continuările. În 1986, Graf a l-a jucat pe consilierul Harlan Nash în sitcomul He's the Mayor⁠(d). În 1990, acesta a apărut în ultimele două episoade ale serialului Frumoasa și Bestia⁠(d). În 1992, Graf a interpretat rolul unui ofițer de poliție în episodul „The Ticket⁠(d)” al serialului Seinfeld și a apărut în serialul Night Court⁠(d). Ultima sa apariție în rolul lui Tackleberry a fost în cadrul serialului Police Academy: The Series⁠(d). În noiembrie 1992, Graf a apărut în Family Matters⁠(d) în rolul sergentului Shiska.
După rolul său din seria de filme Academia de Poliție, acesta a obținut diverse roluri episodice, inclusiv în The West Wing, a apărut de mai multe ori în episodul „The 37's” al serialului Star Trek: Voyager și în Star Trek: Deep Space Nine. În cel din urmă, acesta a interpretat un klingonian numit Leskit⁠(d) în episodul „Soldiers of the Empire⁠(d)”.
Graf a apărut în rolul lui Lt. Weismann în filmul Suture⁠(d) în 1993 și Ralph Brinker în filmul Brink!⁠(d) în 1998.
Acesta a avut roluri episodice în sitcomul ABC Teen Angel⁠(d) în sezonul 1997-1998, a apărut în The Amanda Show⁠(d) și în Lois and Clark: The New Adventures of Superman (sezonul 2 episodul 20) în rolul unui reporter pentru Daily Planet.
Graf a apărut în mai multe episoade ale serialului Step by Step⁠(d) în anii 1990. De asemenea, l-a interpretat pe pescarul Chuck Norwood în sezonul al treilea al serialului Home Improvement⁠(d). Ultimele sale roluri au fost în The West Wing, Son of the Beach⁠(d) și în The Amanda Show.

## Viața personală
Graf s-a căsătorit cu Kathryn Graf⁠(d) în 1983. Cei doi au avut împreună doi fii.
În timp ce participa la nunta cumnatului său din Phoenix, Arizona alături de soția și cei doi fii ai săi, Graf a suferit un atac de cord și a murit la 7 aprilie 2001, cu nouă zile înainte de a împlini 51 de ani. La înmormântarea sa au participat mai mulți actori ai filmelor Academiei de Poliție. Graf este înmormântat în cimitirul Forest Rose din Lancaster, Ohio.

## Filmografie
| An   | Titlu                               | Rol                      | Note                                       |
| ---- | ----------------------------------- | ------------------------ | ------------------------------------------ |
| 1981 | Four Friends                        | Gergley                  |                                            |
| 1981 | The Dukes Of Hazzard                | Maury                    | Sezonul 3, Ep. 22 The Canterbury Crock     |
| 1982 | M*A*S*H                             | Lt. Spears               | Sezonul 10, Ep. 14 "A Holy Mess"           |
| 1983 | Voyagers!                           | Sgt. Mike                | Sezonul 1, Ep. 14 "Sneak Attack"           |
| 1983 | Echipa de șoc (The A-Team)          | Cooper                   | Sezonul 2, Ep. 4 "Bad Time on the Border"  |
| 1984 | Academia de Poliție                 | Cadet Eugene Tackleberry |                                            |
| 1984 | Deosebiri ireconciliabile           | Bink                     |                                            |
| 1984 | Airwolf                             | Billie                   | Sezonul 2, Ep. 1 "Sweet Britches"          |
| 1985 | Academia de poliție 2               | Sgt. Eugene Tackleberry  |                                            |
| 1986 | Academia de poliție 3               | Sgt. Eugene Tackleberry  |                                            |
| 1987 | Academia de poliție 4               | Sgt. Eugene Tackleberry  |                                            |
| 1987 | Love at Stake                       | Nathaniel                |                                            |
| 1987 | Night Court                         | Horace "Hondo" Jenkins   | Sezonul 5, Episoul 6 "Mac's Dilemma"       |
| 1988 | Academia de poliție 5               | Sgt. Eugene Tackleberry  |                                            |
| 1989 | Police Academy 6: City Under Siege  | Sgt. Eugene Tackleberry  |                                            |
| 1990 | Elvis                               | Bob Neal (promoter)      | 4 episoade                                 |
| 1991 | Without a Pass                      | White Officer - 1990     |                                            |
| 1991 | Quantum Leap                        | Șerif Nolan              | Seazonul 3, Ep 16 "Southern Comforts"      |
| 1992 | Family Matters                      | Sergeant Shishka         | 1 episodul                                 |
| 1992 | Seinfeld                            | Cop #2                   | 1 episodul                                 |
| 1993 | American Kickboxer 2                | Howard                   |                                            |
| 1993 | Suture                              | Lt. Weismann             |                                            |
| 1993 | Home Improvement                    | Chuck Norwood            | Sezonul 3 Ep.2 Aisle See You in My Dreams  |
| 1994 | Guarding Tess                       | Lee Danielson            |                                            |
| 1994 | Police Academy: Mission to Moscow   | Sgt. Eugene Tackleberry  |                                            |
| 1994 | Roseanne: An Unauthorized Biography | Tom Arnold               | Film de televiziune                        |
| 1995 | Fist of Legend                      |                          | Dublaj                                     |
| 1995 | Dragon Kid                          |                          | Dublaj                                     |
| 1995 | Star Trek: Voyager                  | Fred Noonan              | Sezonul 2 Episodul 1 - "The '37s"          |
| 1995 | The Brady Bunch Movie               | Sam Franklin             |                                            |
| 1996 | Hijacked: Flight 285                | Alcoolic                 |                                            |
| 1996 | Citizen Ruth                        | Judecătorul Richter      |                                            |
| 1996 | Martin                              | Officer Hayes            |                                            |
| 1997 | Star Trek: Deep Space Nine          | Leskit                   | Sezonul 5, Ep. 21 "Soldiers of the Empire" |
| 1998 | Brink!                              | Ralph Brinker            |                                            |
| 2000 | Regula jocului                      | ARG Commander            |                                            |
| 2000 | The Cactus Kid                      | Charles                  |                                            |